# Paul Fehrmann
Paul Fehrmann   (Dresden, 12 d'octubre de 1859 - Sankt Gallen, 27 de juny de 1938) fou un organista i compositor alemany.
Estudià orgue i composició en el Conservatori de la seva ciutat natal, amb Grantz, Rischbieter i Franz Wüllner. Des de 1885 fou organista i director d'orquestra a Saint-Gail, fou un dels fundadors l'Associació Coral Suïssa de cant religiós, la qual dirigí durant molts anys.
Va compondre nombroses obres de gènere religiós per al servei de l'Església Reformada i divers notables lieder i cors per a veus d'homes i mixtes.
La seva filla Gertrude fou una distingida soprano que aconseguí notorietat com a liedersängerin.